# Фулињи
Фулињи (фр. Fouligny) насеље је и општина у североисточној Француској у региону Лорена, у департману Мозел која припада префектури Буле Мозел.
По подацима из 2011. године у општини је живело 209 становника, а густина насељености је износила 35,07 становника/km². Општина се простире на површини од 5,96 km². Налази се на средњој надморској висини од 222 метара (максималној 315 m, а минималној 219 m).

## Демографија
| 1962. | 1968. | 1975. | 1982. | 1990. | 1999. | 2011. |
| ----- | ----- | ----- | ----- | ----- | ----- | ----- |
| 137   | 151   | 136   | 177   | 175   | 191   | 209   |

График промене броја становника у току последњих година